# Lisa Hunt
Lisa Hunt, detta Sister (New York, 13 gennaio 1967), è una cantante e compositrice statunitense.

## Biografia
Lisa Hunt inizia come corista nei canti gospel, gettando le prime basi del suo stile soul, 
studiando canto presso il City College di New York (BFA).
Ha collaborato con diversi musicisti e produttori, tra cui Jellybean Benitez, produttore di Madonna, Frank Farion, The Berman Brothers, e tanti altri.
È famosa anche per essere stata la storica corista del cantante italiano Zucchero Fornaciari, con il quale ha lavorato per oltre quindici anni. Celebre, per citarne una, la sua performance di Madre dolcissima nel Live at the Kremlin del 1991.
Inoltre ha cantato con Luciano Pavarotti, Ray Charles, Eric Clapton, James Brown, Dionne Warwick, Brian May, Randy Crawford, Joe Cocker, Miles Davis e Andrea Bocelli.
Nel 2004 ha cantato con Zucchero Fornaciari sul palco del Royal Albert Hall di Londra a fianco della corista Elaine Jackson per il concerto-evento per l'inizio dello Zu & Co. Tour, ultimo a fianco del bluesman reggiano, esibendosi con altri importanti artisti ospiti quali Dolores O'Riordan (dei Cranberries), Tina Arena e Cheb Mami.

## Tournée
Con Zucchero Fornaciari
- Blue's Tour
- European Tour '88
- Oro, Incenso e Birra Tour
- Live at the Kremlin
- Spirito DiVino Tour Mondiale
- The Best of Tour '96
- Zucchero Shake Tour
- Zu & Co. Tour

## Discografia
- Something strong (45 giri) - 1988